# Вошедшие в ковчег
«Вошедшие в ковчег» ( яп. 方舟さくら丸, Hakobune Sakura-maru, дословно «Ковчег Сакура») — роман японского писателя Кобо Абэ. Главный герой романа, отшельник, убежденный в скором конце света, поселяется в заброшенной шахте, после чего пытается продать билеты на свой «ковчег» людям, которых он считает достойными спасения от апокалипсиса.
Первоначально роман писался под названием «Добровольный заключенный», но после появления в 1983 году у Абэ текстового процессора NEC «NWP-10N» в процессе написания название было изменено. «Вошедшие в ковчег» стал одним из первых японских коммерческих романов, написанных на текст-процессоре. По словам автора используя текстовый процессор он мог «писать, удалять, вставлять и вынимать предложения свободно», что сильно облегчало процесс написания. Рассказ «Юпкетчер» (яп. ユープケッチャ
), опубликованный автором в литературном журнале «Синтё» в 1980 году, служит прологом к этому роману. 
«Вошедшие в ковчег» был издан в Японии в ноябре 1984 года, став единственным крупным художественным произведением автора написанным и опубликованным в 80-х годах. На русском языке текст романа (в переводе Владимира Гривина) публиковался в 1986 году в журнале «Иностранная литература», где после публикации роман номинировался на читательскую премию «Великое Кольцо». Книжное издание этого перевода впервые было выпущено в 1998 издательством «Симпозиум» в рамках четырехтомного собрания сочинений Кобо Абэ. В 1988 году был переведен и выпущен на английском языке (переводом занималась Джульет Уинтерс Карпентер).

## Сюжет
Роман начинается с того, что главный герой, называющий себя Кротом, отправляется на блошиный рынок, чтобы найти так называемый экипаж, - достойных людей для проживания на борту его «ковчега», заброшенной шахты, которую он оборудовал так, чтобы она могла выдержать неизбежно надвигающийся ядерный холокост. Его внимание привлекает человек, продающий насекомых, называемых Юпкетчером. У торговца насекомыми есть два подставных человека, или сакуры, как их называют в Японии, работающих на него, один из них агрессивный, импульсивный молодой человек (зазывала), а другой — хитрая, но привлекательная женщина. Когда Крот предлагает торговцу насекомыми билет на борт своего ковчега, подставные лица выкрадывают его. Преследуя их обоих обратно к ковчегу, Крот и торговец насекомыми обнаруживают, что зазывала и женщина — не единственные злоумышленники: другие невидимые, нежеланные люди также бродят по темным коридорам шахты. Крот соглашается принять всех троих на борт в обмен на их помощь в отражении вторжения. Но его фантазия о власти над другими жителями «ковчега» терпят неудачу, поскольку дела становятся все более и более сложнее. Когда бригада стариков, группа школьниц и группа своенравных юношей приходят, чтобы занять корпус «ковчега», Крот вынужден покинуть свое убежище, поскольку его святилище было осквернено, а его сердце разбито женщиной-сакурой, которая в конечном итоге отвергает его ухаживания.

## Персонажи

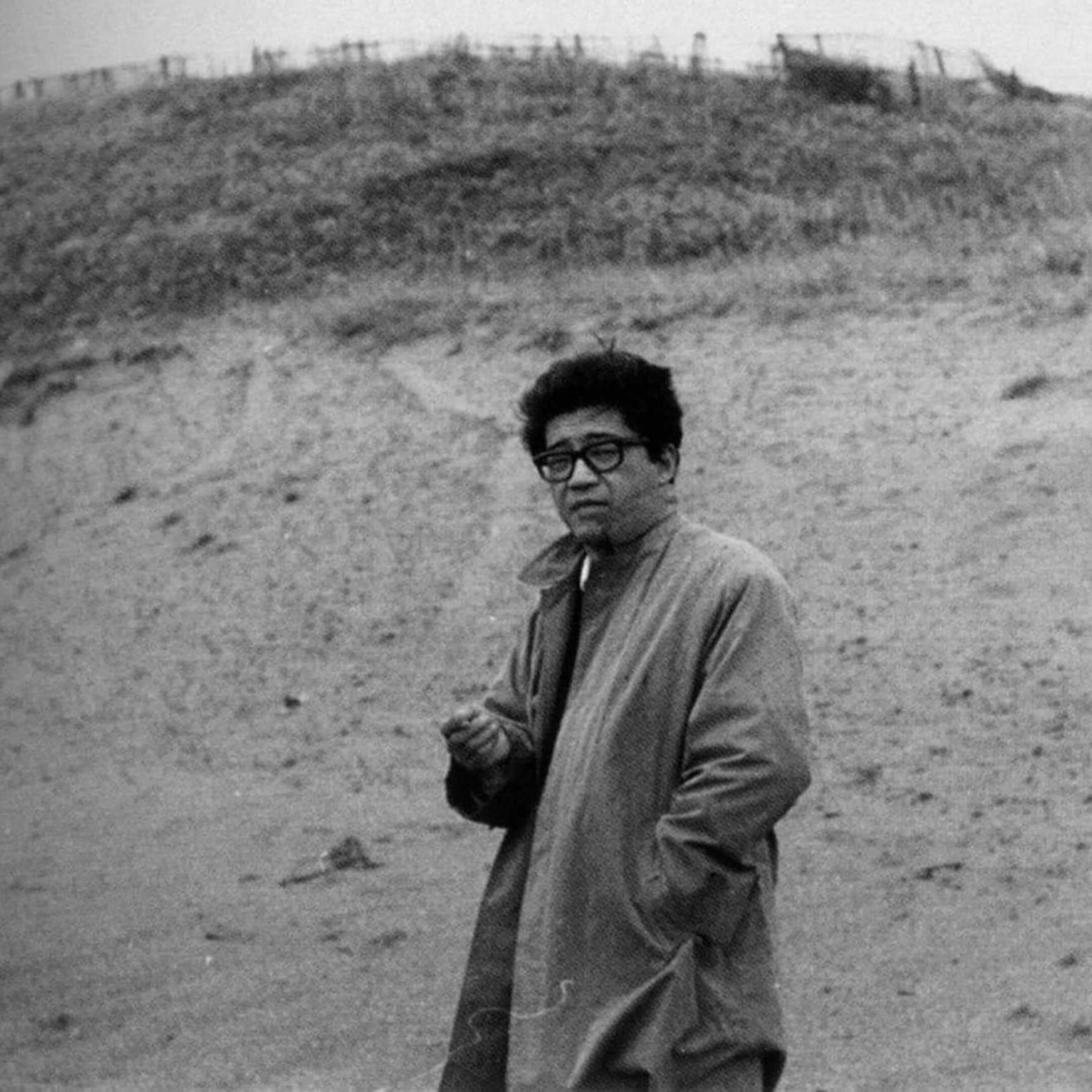
По аналогии с увлечением самого Кобо Абэ фотосъемкой, главный герой романа, Крот, также в прошлом профессианально имел дело с фотографией

- Крот также имеет прилипшее прозвище Свинья — тучный нелюдимый главный герой романа, уединенно живущий на заброшенной каменоломне, которую он переоборудовал в «ковчег». В начале романа находится в безуспешном поиске достойных кандидатов для команды своего корабля. В прошлом работал у фотографа. С самого начала позиционирует себя капитаном собственного корабля.
- Комоя сан — продавец насекомых, первый достойный кандидат на корабль, который и продал Кроту полюбившегося тому жука юпкетчера.
- Зазывала — зазывала на рынке, выкравший у Крота билеты, ключи и карту прохода на «корабль». Некогда сообщник Комоя-сана.
- Женщина — спутница и близкая подруга зазывалы, с которой они вместе работали на рынке. Крот в нее влюбляется и всячески пытается добиться ее внимания и близости.
- Старый Кабан — отчим Крота, мелкий преступник, имеющий политические амбиции. В детстве за мнимый проступок посадил Крота на цепь в каменоломне, за что тот затаил на Старого Кабана обиду, и прекратил общение. Владеет несколькими домами и участками земли в окрестностях каменоломни.

## Юпкетчер
С первых глав Абэ вводит в повествование выдуманное им насекомое именуемого юпкетчером, или часовым жуком. Юпкечер выступает отправной точкой и одной из главных метафор романа: главный герой, Крот, покупает его у продовца насекомых, и постоянно отождествляет себя с этим насекомым. Он даже планирует сделать жука символом выживших в ковчеге, и умозаключает по этому поводу:

Юпкетчер представляется мне символом, отражающим некую философию или, по крайней мере, идею. Перемещение по кругу не может рассматриваться как истинное движение. Важно, что при этом сохраняется внутренний покой.
По описанию это вид насекомых в полтора сантиметра принадлежит к семейству пластинчатоусых с черным тельцем и коричневыми полосамим на нем. Визуально жук напоминал скорее майского жука, но без ножек, которые атрофировались и стали атавизмом, ввиду малоподвижного образа жизни и поглащения собственных фекалий. Этот жук использует лишь усики для вращения против часовой стрелки, непрерывно оставляя за собой круговой путь выделения и поглощения пищи. Медленный метаболизм его организма позволяет бактериям восполнять запасы питательных веществ в его испражнениях. Он питается от рассвета до заката и спит всю ночь, а поскольку он гелиотропен, его голова всегда обращена к солнцу и он также выполняет для местных жителей функцию часов. 
Название жука, Юпкетчер (англ. eupcaccia), представляет собой сочетание префикса «eu-», означающего «хороший», и итальянского слова «caccia», означающего «охота», то есть дословно «хорошая охота». Название также предполагает вариант сочетания слов «caccia» и «eupeptic», что в переводе означают «хорошее пищеварение», и «весёлый», «оптимистичный», соответственно. Последнее в контексте романа иронично, поскольку Крот — параноидальный выживальщик, скрывающийся в заброшенной каменоломне от радиоактивных осадков.

## Стиль
Дж. У. Карпентер, занимавшаяся переводом романа на английский язык, сравнила эту историю с Ноевым ковчегом в Ветхом Завете: по ее мнению в романе подробно описаны конкретные и реалистичные проблемы и трудности, с которыми сталкивается ковчег перед отплытием. Она отмечает, что автор намеренно изображает неизбежность катастрофы, происходящей еще до того, как ковчег отплывает.
В своем обзоре для The New York Times Эдмунд Уайт описал «Вошедшие в ковчег» как нечто сказочное «в самом строгом смысле». Он восхвалил его масштаб и уровень детализации романа, отметив глубину погружаения в странные идеи и пристрастия рассказчика. Но при этом Уайт обратил внимание, что роман по сути своей служит захватывающим исследованием современной жизни Японии и того, что каково это быть в ней изгоем.
Анализируя роман Дэвид Кеффер отметил, что в стиль романа отличается от предыдущих текстов Абэ тем, что автор сократил долю текста, посвященного исключительно мотивациям персонажей, и увеличил долю диалогов и действий, движущих повествование. Мотивация в «Вошедшие в ковчег» по-прежнему играет центральную роль, но механизмы раскрытия логики тех или иных действий персонажей, более органично и менее нарочито были интегрированы в повествование. Подобная форма повествования получит свое логическое развитие в «Тетради кенгуру».